# 流動性 (合成樹脂)
合成樹脂の成形における流動性（りゅうどうせい、英: Liquidity）は、成形のため加熱溶融時に圧力を加えた際の合成樹脂の挙動を言う。

## 概要

### 熱可塑性樹脂
熱可塑性樹脂の流動性は、純粋に物理的特性のみで説明できる。それでも結晶性樹脂と非晶性樹脂ではその挙動は異なり、特定の融点を持つ結晶性樹脂に対し、非晶性樹脂は明確な溶融境界を持たず、ガラス転移点から流動性を増すようになる。
熱可塑性樹脂の流動性は、温度と粘度および圧力と粘度の関係で示され、前者を温度依存性、後者を圧力依存性と言う。これらは合成樹脂の種類やグレードによって異なり、温度や圧力変化によって敏感に粘度を低下させるものは「流動性が良い」または「高流動」と評され、一般に射出成形が容易になる。しかし、あまりに急激に粘度低下を起こすものは押出成形には不向きな場合もある。
成形のために温度や粘度を単純に高くすれば良いというわけではなく、合成樹脂は過大な熱量を掛けると変色や分解を起こしてしまう。この熱量は温度と時間の積で表され、熱履歴と呼ばれる。この劣化を引き起こす熱履歴と、融点またはガラス転移点の温度が近接している合成樹脂は、仮に流動性を確保できても成形条件の自由度には劣ると言わざるを得ない。

### 熱硬化性樹脂
硬化（cure）に化学反応を伴う熱硬化性樹脂は、過剰な加熱によって反応が進み、流動性が著しく低下する傾向にある。そして最終的に流動性は失われ、完全に流れなくなる。しかし加熱初期には流動性はやはり温度に依存する。そのため、成形時にはそれぞれの合成樹脂が持つ最適樹脂温度を守りながら成形する必要がある。

## 測定

### メルトフローインデックス測定
英: Melt flow index - MFIまたはメルトインデックス（Melt index - MI）。ISOでの名称はメルトフローレート（Melt flow rate - MFR）。ヒーターで加熱された円筒容器内で一定量の合成樹脂を、定められた温度で加熱・加圧し、容器底部に設けられた開口部（ノズル）から10分間あたりに押出された樹脂量を測定する。値は単位：g/10minで表示される。試験機械はJIS K6760で定められた押出し形プラストメータを用い、測定方法はJIS K7210で規定されている。同様な測定機器としては、高化式フローテスター、ロッシーピークス流れ試験機などがあり、測定方法に若干の違いはあるが原理的には同じく樹脂の吐出量で流動性を計測する。

### 押出し式流れ試験金型による測定
別名モノホールテスト（Mono hole test）。熱硬化性樹脂の流動性を測定する手法。円筒形金型の上部に、固定しない押し型をはめ込み、側面のゲートから加熱・加圧した樹脂を注入する。樹脂は金型内に充填され、押し型を押し上げてゆくが、やがて化学反応による硬化が進行し、金型内に注入できなくなる。このときまでに注入された樹脂量（流出量、単位：g）や流出速度（単位：g/min）と、時間（単位：min）との相関曲線で流動性を表す。

### スパイラルフロー金型による測定
この方法では、蚊取り線香様の渦巻き溝を持つ射出成形用金型を用いて、合成樹脂が流れる長さ（単位：mm）を測定し流動性を計測する。渦巻きの形状は、通常アルキメデスのスパイラルを用いる。この試験法では、金型温度や成形条件を一定とし合成樹脂の種類やグレード間の流動性を比較する場合や、金型温度を低くするなど特定の成形条件下での樹脂の流動性を観察するときにも用いられる。